# Озёрненский сельсовет
Озёрненский сельсовет — муниципальное образование в Серышевском районе Амурской области.
Административный центр — село Озёрное.

## География
Располагается на северо-востоке Серышевского района в 19 км от районного центра.

## История
31 января 1968 года Серышевский райисполком принял решение о переносе центра Белоноговского сельсовета из села Белоногово в село Озерное и переименовании сельсовета в Озерненский.
24 января 2005 года в соответствии с Законом Амурской области № 425-ОЗ муниципальное образование наделено статусом сельского поселения.

## Население
| 2002  | 2010  | 2011  | 2012  | 2013  | 2014  | 2015  |
| ----- | ----- | ----- | ----- | ----- | ----- | ----- |
| 1731  | ↘1438 | →1438 | ↘1417 | ↗1443 | ↗1512 | ↗1618 |
| 2016  | 2017  | 2018  | 2021  |       |       |       |
| ↗1782 | ↗1989 | ↗2086 | ↘1456 |       |       |       |

## Состав сельского поселения
| № | Населённый пункт | Тип населённого пункта       | Население |
| - | ---------------- | ---------------------------- | --------- |
| 1 | Белоногово       | село                         | ↗1345     |
| 2 | Добрянка         | село                         | ↘181      |
| 3 | Озёрное          | село, административный центр | ↘560      |

## Социальные объекты
На территории поселения имеется 3 сельских Дома культуры, 2 библиотеки, 3 ФАПа, детский сад, 3 школы.

## Воинские части
На территории сельского поселения дислоцируется 326-я Тарнопольская ордена Кутузова тяжёлая бомбардировочная авиационная дивизия.